# Paul Gignoux (ski)
Paul Gignoux, né le 19 juin 1906 à Lyon (6ème) et mort le 10 août 1973 à Ramatuelle, est un skieur alpin et dirigeant sportif français. Il prend part aux côtés d'Émile Allais, Maurice Lafforgue et François Vignole aux Championnats du monde de ski alpin en 1935 à Mürren. Il devient président de la Fédération française de ski entre 1945 et 1948.

## Biographie
Il épouse le 17 novembre 1966 Christiane de la Fressange, skieuse alpine également. Son frère, Marc Gignoux, est un pilote automobile, époux de Françoise Matussière, skieuse alpine.

## Palmarès

### Championnats du monde
| Épreuve / Édition    | Descente | Slalom | Combiné |
| Mondiaux 1935 Mürren | 28e      | 42e    | 34e     |